# SIMAP
Il Similarity Matrix of Proteins (SIMAP) è un database pubblico che archivia dati sulle sequenze proteiche ed utilizza il calcolo distribuito per rilevarne le somiglianze.
Utilizza il Berkeley Open Infrastructure for Network Computing (BOINC) come piattaforma per il calcolo distribuito. Il progetto è stato chiuso a maggio 2014.

## Obiettivi del progetto
Il database del SIMAP è continuamente aggiornato e memorizza tutte le proteine conosciute. Di tutte le proteine esistenti solo una parte è stata studiata abbastanza da scoprirne la funzione. L'idea parte dall'assunto che proteine simili probabilmente hanno funzioni simili. Attraverso quindi il database del SIMAP sarebbe possibile approfondire il comportamento delle proteine simili a quelle più "importanti" come ad esempio quelle relative a malattie o medicinali.
Donando potenza di calcolo al SIMAP si contribuisce all'ampliamento e all'aggiornamento del database.

## Software
Simap è sviluppato da Mathias Walter e Michael Böhme studenti di bioinformatica.
Esistono binari precompilati specifici per sistema operativo e architettura. I sistemi operativi supportati sono: GNU/Linux, Microsoft Windows, FreeBSD, HP-UX, Solaris (sistema operativo), NetBSD.
Esistono binari differenti sia per IA-32 che IA-64.
Il software è ottimizzato per i processori: PARSIC, SUN UltraSparc, tutti i processori AMD ed Intel.
L'ultima versione di simap per linux è la 5.11 pubblicata il 17 luglio 2006.